# Puerto Ricó-i labdarúgó-bajnokság (első osztály)
A Liga Nacional de Fútbol de Puerto Rico a Puerto Ricó-i labdarúgó-bajnokságok legfelsőbb osztályának elnevezése. 2009-ben alapították és 10 csapat részvételével zajlik. A 2012-es évadban két részre osztották a csapatokat, de a 2013-as bajnokságtól kezdve ismét egycsoportos pontvadászatot rendeznek.

## A 2013-as bajnokság résztvevői
- Academia Quintana
- Alianza–Yaguez
- Atléticos Levittown
- Bayamon FC
- Criollos de Caguas
- Fraigcomar San Juan
- Guayama FC
- Leones de Maunabo
- Sevilla FC Puerto Rico
- Universitarios FC